# Хёгакустенбрун
Мост Хёгакустенбрун (швед. Högakustenbron) — висячий мост в Швеции на маршруте Е04, пересекающий реку Онгерманэльвен недалеко от устья. Расположен в лене Вестерноррланд. Мост был открыт 1 декабря 1997 года королем Карлом XVI Густавом, на тот момент был девятым по длине в мире подвесным мостом.

## История
Первоначальные исследования возможности строительства моста, где были изучены альтернативные дизайн-проекты, проведены различные технические расчеты и выбор локации, начались еще в 1987 году. Осенью 1993 года был проведен тендер на строительство, и в ноябре того же года строительство моста началось.
Работы на фундаментах и опорах моста стартовали осенью 1993 года, и уже в декабре 1995 года мост достиг своей финальной высоты — были возведены пилоны высотой 182 метра. Первые 17 из 48 секций моста были подняты на строительные леса в сентябре 1995 года.
Летом 1996 года с двух берегов одновременно произвели натяжение основных кабелей. Весной 1997 года проведена окончательная сборка оставшихся секций главного пролёта и сварка их в единую балку длиной 1800 метров.
Открытие моста состоялось 1 декабря 1997 года, на инаугурации присутствовал король Швеции Карл XVI Густав. Общая стоимость строительства составила 1,1 млрд шведских крон.

## Технические параметры моста
Мост Хёгакустенбрун имеет самый длинный пролет в Швеции — 1210 метров, пилоны высотой 182 метра были самыми высокими строениями Швеции до строительства Эресуннского моста в 2000 году. Общая длина моста составляет 1867 метров, а высота от уровня воды до дорожного полотна 40 метров.

## Значимость проекта
Мост является часть проекта 32-километрового участка новой европейской автомобильной трассы E4, включающим в себя 35 мостов. Возведение моста Хёгакустенбрун сократило маршрут между Хернёсандом и Эрншёльдсвиком на 44 км для большегрузного транспорта и на 8 км для остальных участников дорожного движения.

Другое название моста — Ведаброн от названия деревни Веда, расположенной в одном километре от южной опоры моста.